# Wang Zisai
Wang Zisai (18 de junio de 2006) es un deportista chino que compite en gimnasia en la modalidad de trampolín.
Participó en los Juegos Olímpicos de París 2024, obteniendo una medalla de plata en la prueba individual. Ganó una medalla de plata en el Campeonato Mundial de Gimnasia en Trampolín de 2023, en la prueba individual.

## Palmarés internacional
| Juegos Olímpicos   | Juegos Olímpicos         | Juegos Olímpicos | Juegos Olímpicos |
| Año                | Lugar                    | Medalla          | Prueba           |
| ------------------ | ------------------------ | ---------------- | ---------------- |
| 2024               | París (Francia)          | Medalla de plata | Individual       |
| Campeonato Mundial |                          |                  |                  |
| Año                | Lugar                    | Medalla          | Prueba           |
| 2023               | Birmingham (Reino Unido) | Medalla de plata | Individual       |